# Gunnellichthys
Gunnellichthys is een geslacht van straalvinnige vissen uit de familie van de wormvissen (Microdesmidae). Het geslacht is voor het eerst wetenschappelijk beschreven in 1858 door Bleeker.

## Soorten
- Gunnellichthys copleyi (Smith, 1951)
- Gunnellichthys curiosus Dawson, 1968
- Gunnellichthys grandoculis (Kendall & Goldsborough, 1911)
- Gunnellichthys irideus Smith, 1958
- Gunnellichthys monostigma Smith, 1958
- Gunnellichthys pleurotaenia Bleeker, 1858
- Gunnellichthys viridescens Dawson, 1968